# Гайшинец, Сергей Викторович
Сергей Викторович Гайшинец (род. 30 сентября 1986 года) - российский пауэрлифтер.

## Карьера
Тренируется в Иркутске, тренеры А.С. Деханов, Е.В. Карпович.
Серебряный призёр чемпионата России среди юношей 2004 года.
Серебряный призёр чемпионата России среди юниоров 2005 года. 
Чемпион России 2005 года среди студентов.
Серебряный призёр чемпионата России среди юниоров 2006 года. 
В 2014 году становится чемпионом России в категории до 74 кг. Выступая на чемпионате мира, завоевал серебро. 
В 2015 году стал чемпионом России, чемпионом Европы и вице-чемпионом мира.
Приказом министра  от 12.05.2014 г. № 47-нг Сергею присвоено спортивное звание мастер спорта России международного класса